# クスシキ
「クスシキ」は、日本のロックバンド・Mrs. GREEN APPLEの楽曲。2025年4月5日にユニバーサルミュージック内のレーベル・EMI Recordsより16作目の配信限定シングルとしてリリースされた。

## 概要
前作「ダーリン」から約2か月半ぶりのリリース。日本テレビ系アニメ『薬屋のひとりごと』第2シーズン第2クールのオープニングテーマに起用された。アニメのタイアップを手掛けるのは、2024年の『忘却バッテリー』オープニングテーマ「ライラック」以来、約1年ぶりとなる。
3月14日・28日、バンドの公式YouTubeチャンネルにて、3月28日にある発表をすることを仄めかすプレティザー映像が公開された。
28日の夜、アニメとのタイアップと本楽曲の配信リリースが発表された。また、楽曲のリリースまでのコンテンツカレンダーが公開された。以降、カバーアートやティザームービーが公開された。
アニメ放送開始となった4月4日には、本楽曲のオープニング映像が公開された。4月14日には、TBS系列『CDTV ライブ!ライブ!』にて、本楽曲をテレビ初披露。
4月14日には、キーボード・藤澤涼架とサポートドラム・河村吉宏がセッションした動画「藤澤涼架と河村吉宏がクスシキ弾いてみた」が公式YouTubeチャンネルにて公開された。4月18日には、ボーカル・大森元貴とギター・若井滉斗、サポートベース・二家本亮介がセッションした動画「大森元貴と若井滉斗と二家本亮介がクスシキ弾いてみた」が公開された。

## 楽曲制作
楽曲を制作したボーカル・大森元貴は、本楽曲について以下のように語っている。
「薬」の語源になっている「奇し」という古語から「クスシキ」というタイトルを決めました。人の助けにもなり、そして毒にもなり得る薬。もともとは「神秘的な」「摩訶不思議な」という意味を持つということからヒントを得て、メロディー・歌詞ともに世界観を広げていきました。
僕たちらしいバンドサウンドの中に「薬屋」らしいオリエンタルな雰囲気をメロディーや楽器にも取り入れ、Mrs. GREEN APPLEとしても新たな挑戦をしています。「今世を超え来世でも変わらない愛」をテーマとして書いたので、目まぐるしく展開していく曲ではありますが、ぜひ物語と合わせて一行一行楽しんでいただけるとうれしいです。
本楽曲は、バンドサウンドを特徴としながら、琴や二胡といった伝統楽器も使用されており、ボーカル・大森は、スタジオでのリハーサルの際に「デモよりももっともっとブラッシュアップされた」「それぞれのフレーズをさらに難しくした」と、デモよりさらに難易度の高い曲に仕上がった、と述べている。
ギター・若井は「ギター単体の難しさもあるけど、バンドアンサンブルとしての難しさもある」と、楽曲の複雑さについて述べた。

## ミュージックビデオ
本楽曲がリリースされる4月5日の21時に、ミュージックビデオが公式YouTubeチャンネルにて公開された。公開からわずか5時間で、再生回数が100万回を突破した。
ミュージックビデオでは、大森は特徴的な烏帽子、若井は剣に見立てた琵琶、藤澤は巨大な被り物といった、アニメの時代背景を思わせる衣装を着用している。架空の世界を舞台として、全編CGで描かれており、メンバーによる激しいバトルシーンなど、圧倒的なスケールとなっている。
藤澤は「物語をちゃんと作っていきました」と、撮影する前から設定やストーリーをしっかりと作り込んでいたと告白。また、大森は「監督と映像部門と私で、めちゃくちゃ話し込みました」と、細部まで綿密な打ち合わせを行い、自らが絵を描いて提案したと明かした。
4月6日には、ギター・若井滉斗とキーボード・藤澤涼架が、ミュージックビデオを観た模様を収めたリアクション動画が公開された。バンドの公式YouTubeチャンネルでは初となるリアクション動画となる。4月14日には、ミュージックビデオのメイキング映像が公開された。

## テレビ披露
| 番組名                   | 放送局         | 出演日        | 備考                                         |
| ------------------------ | -------------- | ------------- | -------------------------------------------- |
| CDTV ライブ!ライブ!      | TBS系列        | 2025年4月14日 | テレビ初披露。フルサイズでの披露。           |
| with MUSIC               | 日本テレビ系列 | 2025年4月19日 | フルサイズでの披露。                         |
| ミュージックステーション | テレビ朝日系列 | 2025年5月23日 | 「クスシキ」「天国」を披露。                 |
| 2025 FNS歌謡祭 夏        | フジテレビ系列 | 2025年7月2日  | 「クスシキ」「Soranji」「breakfast」を披露。 |